# FN's kvindekonvention
FN's Kvindekonvention ("Convention on the Elimination of all forms of Discrimination Against Women" CEDAW), med det danske navn De Forenede Nationers Kvindekonvention Om Afskaffelse Af Alle Former For Diskriminering Af Kvinder – eller bare "Kvindekonventionen", er en international konvention, som blev underskrevet den 18. december 1979 i FN's generalforsamling.
Forinden havde FN i 1975 udråbt året til Internationalt Kvindeår, og der blev i Mexico City afholdt den første af 4 kvindekonferencer, der havde Lighed, Udvikling og Fred som overordnede temaer. Konferencens formål var, at samle verdens lande om en vedtagelse af en erklæring med 30 principper, der fokuserede på kvinders rettigheder og ligestilling, som de deltagende lande skulle forpligte sig at handle på. De danske deltagere bestod af socialminister Eva Gredal og undervisningsminister Ritt Bjerregaard, samt en række folk fra politiske partier, arbejdsmarkedsparter og kvindebevægelsen.
Kvindekonventionen giver kvinder en række grundlæggende politiske, sociale, kulturelle og økonomiske rettigheder. Konventionen er beskrevet som en menneskerettighedskonvention for kvinder, og ofte kaldt for "kvindernes grundlov".
Danmark ratificerede konventionen d. 3. september 1981.
Konventionen er ratificeret af 186 medlemslande, senest af Qatar den 29. april 2009.
Det eneste vestlige land, som ikke har ratificeret den, er USA. En række lande har også ratificeret konventionen sammen med en række reservationer og erklæringer.
Konventionen forpligter de deltagende stater til at give kvinder fri bevægelighed og uddannelse, tilpasse love imod diskrimination mod kvinder og deres juridiske selvstændighed, overholde kvinders menneskerettigheder, og herunder at gennemføre lovgivning til sikring af deres sundhed især omkring graviditet og fødsel, og at hindre enhver form for handel med kvinder og udnyttelse af kvinder ved prostitution.

## I Danmark
Som lovgivning i Danmark er der udarbejdet en bekendtgørelse i forbindelse med at Danmark tilsluttede sig FN-konventionen CEDAW:

## Den danske Bekendtgørelse[6]
“Bekendtgørelse af konvention af 18. december 1979 om afskaffelse af alle former for diskrimination imod kvinder”
Efter at Folketinget den 11. marts 1983 havde meddelt sit samtykke dertil, har Danmark i henhold til Kgl. resolution af 7. april 1983 ratificeret den på De Forenede Nationers generalforsamling den 18. december 1979 i New York vedtagne konvention om afskaffelse af alle former for diskrimination imod kvinder.
- Konventionens ordlyd er som følger:

Konvention
om afskaffelse af alle former for diskrimination imod kvinder.
De i denne konvention deltagende stater,
som bemærker, at De forenede Nationers pagt bekræfter troen på fundamentale menneskerettigheder, på det enkelte menneskes personlige værdighed og værd og på mænds og kvinders lige rettigheder,
som bemærker, at verdenserklæringen om menneskerettighederne bekræfter princippet om utilstedeligheden af diskrimination og kundgør, at alle mennesker er født frie og lige i værdighed og rettigheder, og at enhver har krav på de rettigheder og friheder, som nævnes i erklæringen, uden forskelsbehandling af nogen art, herunder forskelsbehandling på grund af køn,
som bemærker, at de stater, der deltager i de internationale menneskerettighedskonventioner, har pligt til at sikre mænd og kvinder lige ret til at nyde alle økonomiske, sociale, kulturelle, borgerlige og politiske rettigheder,
som tager i betragtning de internationale konventioner, der under De forenede Nationers og særorganisationernes auspicier er indgået til fremme af lige rettigheder for mænd og kvinder,
som endvidere bemærker de resolutioner, erklæringer og anbefalinger, som er vedtaget af De forenede Nationer og særorganisationerne til fremme af lige rettigheder for mænd og kvinder,
som imidlertid er bekymrede over, at der trods disse forskellige konventioner, erklæringer m.v. fortsat sker en omfattende diskrimination imod kvinder.
som erindrer om, at diskrimination imod kvinder er i strid med principperne om lige rettigheder og respekt for menneskets værdighed, hindrer kvinder i på lige fod med mænd at deltage i deres lands politiske, sociale, økonomiske og kulturelle liv, hæmmer fremgang i samfundets og familiens velstand og vanskeliggør den fulde udvikling af kvinders evner og muligheder i deres lands og menneskehedens tjeneste,
som ser med bekymring på, at kvinder, hvor der hersker fattigdom, har den ringeste adgang til føde, sundhed, uddannelse, oplæring, beskæftigelsesmuligheder og andre fornødenheder,
som er overbevist om, at oprettelsen af den nye økonomiske verdensorden, byggende på lighed og retfærdighed, vil bidrage betydeligt til at fremme ligestilling mellem mænd og kvinder,
som understreger, at udryddelse af apartheid, alle former for racisme, racediskrimination, kolonialisme, neokolonialisme, aggression, fremmed besættelse og herredømme og indblanding i staters indre anliggender er af væsentlig betydning for den fulde nydelse af mænds og kvinders rettigheder,
som bekræfter, at styrkelsen af den internationale fred og sikkerhed, international afspænding, gensidigt samarbejde mellem alle stater uanset deres sociale og økonomiske systemer, almindelig og fuldstændig nedrustning, især nuklear nedrustning under streng og effektiv international kontrol, bekræftelse af principperne om retfærdighed, lighed og gensidige fordele i forholdet mellem landene og virkeliggørelsen af retten for folkeslag under fremmed- og koloniherredømme og fremmed besættelse til selvbestemmelse og uafhængighed såvel som respekt for national suverænitet og territorial integritet, vil fremme social fremgang og udvikling og dermed bidrage til opnåelsen af fuld ligestilling mellem mænd og kvinder,
som er overbevist om, at et lands fulde og hele udvikling, verdens velfærd og fredens sag kræver den størst mulige deltagelse af kvinder på lige fod med mænd på alle områder,
som har øje for kvinders store, endnu ikke fuldt anerkendte bidrag til familiens velfærd og samfundets udvikling, moderskabets samfundsmæssige betydning og begge forældres rolle i familien og med hensyn til børnenes opdragelse, og er opmærksomme på, at kvinders rolle i forplantningen ikke må danne grundlag for diskrimination, men at børnenes opdragelse kræver, at ansvaret deles mellem mænd og kvinder og samfundet som helhed.
som er opmærksomme på, at opnåelse af fuld ligestilling mellem mænd og kvinder kræver en ændring af både mænds og kvinders traditionelle rolle i samfundet og i familien,
som er besluttet på, at virkeliggøre de principper, der er nedfældet i erklæringen om afskaffelse af diskrimination imod kvinder, og med dette formål for øje tage de nødvendige forholdsregler til afskaffelse af en sådan diskrimination i alle dens former og udtryk,
KAPITEL I

KAPITEL II

Kapitel iii

KAPITEL IV

KAPITEL V

KAPITEL VI